# Frits Flinkevleugel
Frederik Arnoldus "Frits" Flinkevleugel (3 de novembro de 1939 - 10 de abril de 2020) foi um jogador de futebol holandês que jogou como lateral direito.

## Carreira
Nascido em Amsterdão, Flinkevleugel jogou pelo DWS e pelo FC Amsterdam.  Ele ganhou o campeonato holandês em 1964 com o DWS.
Ele também jogou 11 partidas pela seleção holandesa entre 1964 e 1967.
Flinkevleugel era dono de uma charutaria em Amsterdão. Ele morreu de COVID-19 no dia 10 de abril de 2020, aos 80 anos.